# Koninklijke Familieorde van Elizabeth II van het Verenigd Koninkrijk

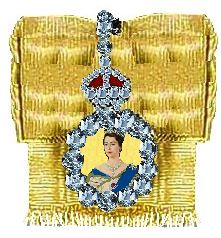
Juweel na 1953

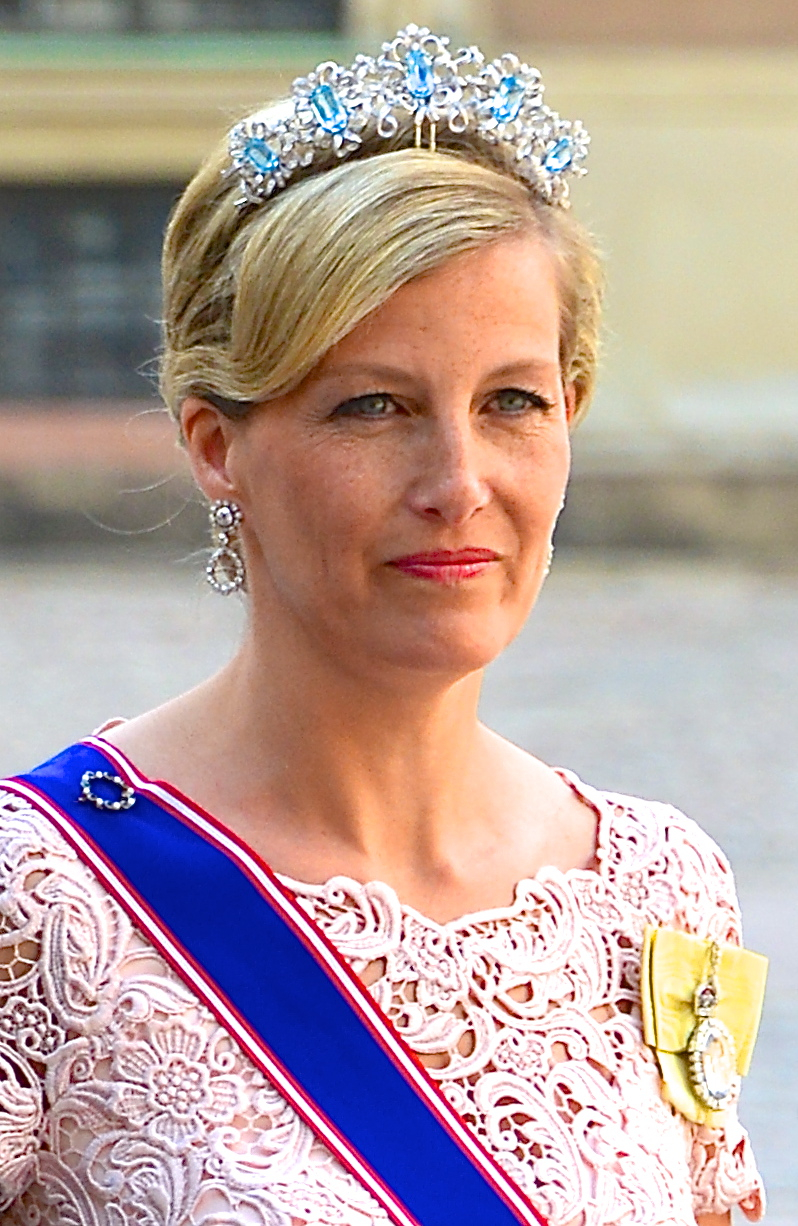
Prinses Sophie gravin van Wessex met op de schouder de Koninklijke Familieorde van haar schoonmoeder.

Zoals iedere vorst en vorstin na George IV verleende ook Elizabeth II een familieorde, de Koninklijke Familieorde van Elizabeth II van het Verenigd Koninkrijk. In het Engels spreekt men van de "Royal Family Order of Queen Elizabeth II".
Een Britse "Koninklijke Familieorde" (Engels: Royal Family Order) is een damesorde die sinds Koning George IV door iedere monarch op zijn of haar beurt werd vernieuwd. De kleur van het lint verschilt per regeringsperiode maar het platina of gouden kleinood van de Orde is steeds een in diamanten gevat en op ivoor geschilderd miniatuurportret van de regerende vorst.
Men spreekt ook wel van de Royal Family Orders in meervoud omdat iedere monarch een eigen orde instelt. De orde heette tijdens de regering van Koningin Victoria de "Koninklijke Victoria en Albert-Orde".
De koningin, Elizabeth II, droeg op gala-avonden vrijwel altijd de Koninklijke Familieorden van haar vader en grootvader.
De prinsessen Diana en Camilla, hertogin van Cornwall droegen en dragen op hun beurt haar medaillon.
Het portret is al in de eerste jaren van Elizabeths regering geschilderd. Het werd nooit aangepast. De vorstin is met het blauwe grootlint van de Orde van de Kousenband maar zonder haar drie Koninklijke Familieorden tegen een goudkleurige achtergrond afgebeeld.
De benoemingen worden niet gepubliceerd in de staatscourant en wie wil weten welke dames de Koninklijke Familieorde van Elizabeth II dragen moeten scherp opletten bij gepubliceerde foto's. Een Koninklijke Familieorde op de schouder wordt gezien als teken dat men in de gunst is bij de vorstin.

## Lijst van bekende draagsters

### Overleden draagsters

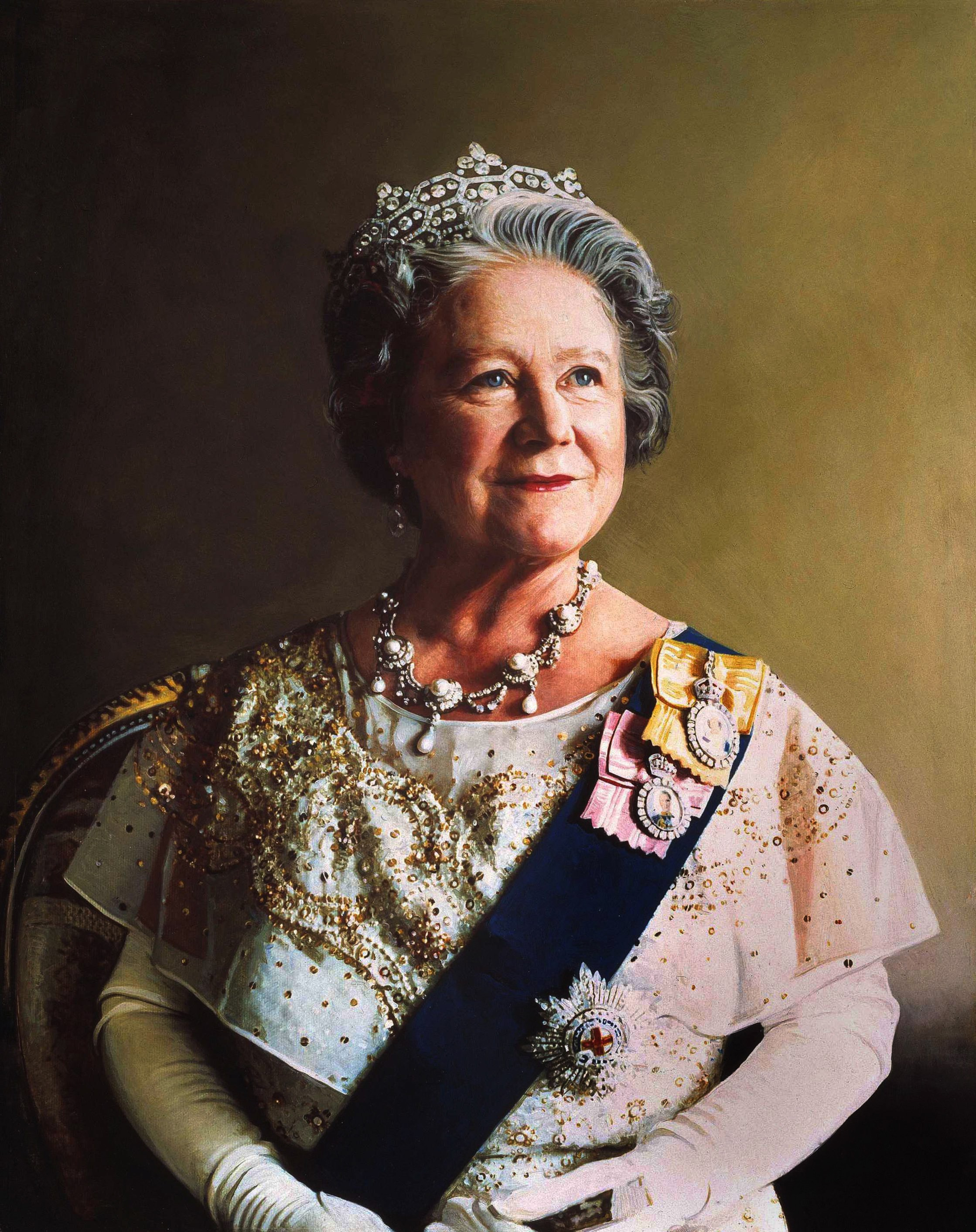
Koningin-Moeder Elizabeth met de Koninklijke Familieorden van wijlen haar gemaal George VI en van haar dochter.

- 1952–1953: koningin Mary (grootmoeder van Elizabeth II)
- 1952–2002: Queen Elizabeth The Queen Mother (moeder van Elizabeth II)
- 1952–2002: prinses Margaret, gravin van Snowdon (zuster van Elizabeth II)
- 1952–1965: prinses Mary, prinses Royal and gravin van Harewood (tante van Elizabeth II)
- 1952–2004: prinses Alice, hertogin van Gloucester (aangetrouwde tante van Elizabeth II)
- 1952–1968: prinses Marina van Griekenland en Denemarken. hertogin van Kent (aangetrouwde tante van Elizabeth II)
- 1952–1981: prinses Alice, gravin van Athlone (oudtante van Elizabeth II)
- 1981–1997: Diana, prinses van Wales (schoondochter van Elizabeth II)[1][2]

### Huidige draagsters
- 1952: prinses Alexandra van Kent (nicht van Queen Elizabeth II)
- 1961: prinses Katharine, hertogin van Kent (aangetrouwde nicht van Elizabeth II's)
- 1969: prinses Anne, prinses Royal (dochter van Elizabeth II)
- 1973: prinses Birgitte, hertogin van Gloucester (aangetroowde nicht van Elizabeth II)[3]
- 2004: prinses Sophie, gravin van Wessex (schoondochter van Elizabeth II)[4]
- 2007: prinses Camilla, hertogin van Cornwall (schoondochter van Elizabeth II)
- 2017: prinses Middleton, hertogin van Cambridge (schoonkleindochter van Elizabeth II)